# Пекин
 Тази статия е за града в Китай.  За града в Албания вижте Пекин (град, Албания).  
Пекин (на китайски: 北京; на пинин: Běijīng, [peɪ˨˩ t͡ɕiŋ˥]прослушване) е столица на Китайската народна република.
С население от над 21 000 000 жители и площ от около 16 801 km² градът е сред най-населените и най-обширните в света.
Пекин има статут на град-провинция и граничи с Тиендзин на югозапад и с провинция Хъбей на север, запад и юг. Градът се разделя на 14 окръга – градски и предградия, и две селски общини. От 1949 г. Пекин е столица на Китайската народна република. Той е вторият по население град в страната и е нейният политически, образователен и културен център.
Много малко градове в света са били ядро на такава огромна площ за толкова дълги периоди от време. Първото селище, около което се развива днешен Пекин, се появява около 11 век пр. Хр. и в следващите хилядолетия градът се превръща в една от Великите исторически столици на Китай. Пекин е известен със своите дворци, храмове, стени, изящни изкуства и образователни институции, превърнали го в културен център на китайската цивилизация.

## Наименование на града
Според съвременните правила за транскрипция от мандарин името на града се фонетизира на български като Бейджин или по-остарялата форма Бейдзин, но официалното наименование Пекин е по-отдавна наложено в българския език. Вариантът Пекин се използва и в други европейски езици, и е различна транскрипция на същата китайска дума 北京, и е въз основа не на съвременния мандарин, а на диалекти от времето на първите по-интензивни контакти между Китай и Европа през XVII век. По-късно в северните диалекти на китайския протича фонетична промяна, при която съгласната [kʲ] се трансформира в [tɕ].
През изминалите три хилядолетия от своето създаване градът Пекин е имал множество имена. Сегашното българско наименование Пекин, което означава „северна столица“ (от 北, „север“, и 京, столица), е прието през 1403 година при династията Мин, за да разграничи града от Нанкин, чието име означава „южна столица“.

## География
Пекин е разположен в северния връх на Севернокитайската равнина, която се разширява на юг и изток от града. Планините на север, северозапад и запад отделят района на града от степите на Вътрешна Монголия. Най-западните и северозападни части на Пекин са разположени върху възвишения в подножието на тези планини. Най-високата точка на общината е връх Дунлин (надморска височина 2303 m) на западната граница с провинция Хъбей.
През Пекин преминава река Хай, там е и северният край на Великия канал, пресичащ цялата Севернокитайска равнина. Язовирът Миюн в горното течение на река Чаобай е най-големият в района на Пекин и основен източник на вода за нуждите на града.
Урбанизираната територия на Пекин се намира в южните и централни части на общината. Тя има радиална структура с пет концентрични пътни пръстена, най-външният от които преминава през няколко сателитни града. В центъра на града е разположен площад Тиенанмън, а непосредствено на север от него е Забраненият град, някогашна резиденция на императорите. Западно от Тиенанмън се намира Джуннанхай, резиденцията на висшите ръководители на съвременен Китай. От изток на запад центърът на града е пресечен от булеварда „Чанан“, една от основните градски магистрали.
Климатът на Пекин е влажен континентален (Dwa по Кьопен) с горещо и влажно лято, под влиянието на източноазиатските мусони, и студена, суха и ветровита зима, поради въздействието на сибирските антициклони. Средната максимална температура през юли е 30,8 °C, средната минимална температура през януари – -9,4 °C, а годишното количество на валежите е 577 mm. Най-високата регистрирана температура е 42 °C, а най-ниската – -27 °C.

## История
В Джоукоудиен, на югозапад от Пекин са открити останки от Homo erectus, чиято местна разновидност е известна и като пекински човек.
Градове с различни имена в района на Пекин съществуват от първото хилядолетие пр.н.е. На мястото на днешните градски райони Ксюану и Фентай царството Йен (една от държавите от периода на Воюващите царства) основава столицата си Дзъ (蓟/ 蓟).
След падането на Йен последвалите династии Хан и Дзин включват тази местност в състава на различни окръзи. По време на династията Тан в района е разположено седалището на дзедуши Фанян, военен губернатор на северната част на съвременната провинция Хъбей. През 755 г. от този район започва въстанието на Ан Лушан, което често се разглежда като отправна точка за падането на династията Тан. През 938 г. династия Ляо (916-1125) създава една от столиците на държавата си на мястото на днешния Пекин и я нарича Нандзин („Южна столица“). По време на династията Ляо в или близо да града са издигнати над 36 големи будистки храма и още повече по-малки. При династията Дзин (1115 – 1234) градът носи името Джунду („Централна столица“). Джунду е една от петте столици на империята и заедно с околността наброява около 250 000 домакинства. За владетелите е построен летен дворец на територията на бъдещия Забранен град.
През 13 век е основан Ханбалик („Хански град“), столица на монголския владетел Кубилай хан (1260 – 1290). Под името Пекин градът е столица на Китай от 1421 до 1911 г.
По времето на династия Мин (1368 – 1644) Пекин добива днешния си изглед – построен е „Забраненият град“ (императорски дворец и седалище на 24 китайски императора в продължение на 5 века), площад Тянанмън („Врата на небесната хармония“) и други.
По време на гражданските войни в Китай от началото на 20 век Пекин често сменя своите владетели. Когато през 1928 година столицата на Китай е пренесена в Нанкин („южна столица“) името на Пекин е сменено на Бейпин („северен мир“).
По време на Китайско-японската война (1937 – 1945) Пекин е окупиран от японците, а след гражданската война градът е завзет от комунистическите войски и на 1 октомври 1949 г. е обявен за столица на новообразуваната Народна република Китай. Оттогава китайската столица се развива непрекъснато, като отдавна градът е напуснал очертанията на Стария град и се е превърнал в един от големите мегаполиси на планетата.

## Население
През 2013 г. Пекин има население от 21 148 000 жители на територията на общината, от които 18 251 000 живеят в градските райони или крайградските селища, а 2 897 000 живеят в селата на общината. В рамките на Китай, градът е втори по градско население след Шанхай и трети като население в общината, след Шанхай и Чунцин. Пекин също така се нарежда сред най-гъсто населените градове в света, към началото на 21 век и въобще през по-голямата част от изминалите 800 години – особено от 15 до началото на 19 век, когато е най-големият град в света.
Около 13 милиона от жителите на града през 2013 г. притежават разрешителни, които им дават право на постоянно пребиваване в Пекин. Останалите 8 милиона жители имат подобни разрешителни на други места и нямат право да получават някои от социалните придобивки, предоставяни от общинската управа на Пекин.
През 2013 г. населението се е увеличило с 455 000 или около 7% спрямо предходната година и продължава дългогодишната тенденция на бърз растеж. Общият брой на населението през 2004 г. е 14 213 000 души. Увеличението се дължи основно на миграцията, а естественият прираст на населението през 2013 г. е била едва 0,441%, въз основа на раждаемост от 8.93 и смъртност от 4.52. Съотношението между половете е 51,6% мъже и 48,4% жени.
Хората в трудоспособна възраст са почти 80% от цялото население на града. В сравнение с 2004 г., броят на жителите на възраст от 0 до 14 години като процент от населението е спаднал от 9,96% до 9,5% през 2013 г., а жителите на възраст над 65 години – съответно от 11,12% до 9,2%.
Според преброяването от 2010 г. почти 96% от населението на Пекин са етнически ханци. От 800 000 души от етнически малцинства, живеещи в столицата, манджурите (336 000), хуейците (249 000), корейците (77 000), монголците (37 000) и тудзите (24 000) съставляват петте най-големи групи. Освен тях, през 2010 г. в Пекин има 8045 хонконгци, 500 жители от Макао и 7772 тайвански жители от всичките 91 128 регистрирани чужденци, живеещи в Пекин. Проучване на Пекинската академия на науките изчислява, че през 2010 г. има около 200 000 чужденци, пребиваващи в Пекин ежедневно, включително студенти, бизнес пътници и туристи, които не се броят за регистрирани жители.

## Управление
Пекинското упревление се регулира от Комунистическата партия на Китай, начело със секретаря на ККП.

### Административно деление
Традиционно деление
Градската зона на Пекин традиционно се дели на следните райони (границите им може да не съвпадат с официалното административно деление):
- Андинмен 安定门
- Бейюан 北苑
- Чаоянмен 朝阳门
- Дунчжимен 东直门
- Фанчжуан 方庄
- Фученмен 阜成门
- Фусинмен 复兴门
- Хомао 国贸
- Хепинли 和平里
- Уандзин 望京
- Ванфуцзин 王府井
- Удаокоу 五道口
- Сидан 西单
- Сичжимен 西直门
- Яюнцун 亚运村
- Чжунгуанцун 中关村

Названието на много райони завършва на мен (门), което означава „врата“. В тези райони са разположени едноименните врати на старата крепостна стена на града.
Селища и градове
Извън градската зона на Пекин, но на административната му територия са разположени следните селища и градове:
- Чанпин 昌平
- Хуайжоу 怀柔
- Миюн 密云
- Лянсян 良乡
- Люлимяо 琉璃庙
- Тунчжоу 通州
- Ичжуан 亦庄

Официално деление
Административната територия на града с централно подчинение Пекин се дели на 14 района и 2 уезда.
| Район/уезд                                                 | Население (преброяване от 2000 г.) | Население (преброяване от 2010 г.) | Площ (km²) | Плътност (души/km²) |
| ---------------------------------------------------------- | ---------------------------------- | ---------------------------------- | ---------- | ------------------- |
| Район Дунчен (东城区: Dōngchéng Qū)                        | 881 763                            | 919 000                            | 41,86      | 21 700              |
| Район Сичен (西城区: Xīchéng Qū)                           | 1 232 823                          | 1 243 000                          | 50,53      | 23 567              |
| Централна част на града (вътрешен град) общо:              | 2 114 586                          | 2 162 000                          | 92,39      | 23 401              |
| Район Чаоян (朝阳区: Cháoyáng Qū)                          | 2 286 756                          | 3 545 000                          | 455,08     | 7790                |
| Район Хайдян (海淀区: Hǎidiàn Qū)                          | 2 240 124                          | 3 281 000                          | 430,73     | 7617                |
| Район Фентай (丰台区: Fēngtái Qū)                          | 1 369 480                          | 2 112 000                          | 305,80     | 6906                |
| Район Шицзиншан (石景山区: Shíjǐngshān Qū)                 | 489 439                            | 616 000                            | 84,32      | 7306                |
| Външен град общо:                                          | 6 385 799                          | 9 554 000                          | 1275,93    | 7488                |
| Район Ментоугоу (门头沟区: Méntóugōu Qū)                   | 266 591                            | 290 000                            | 1450,70    | 200                 |
| Район Фаншан (房山区: Fángshān Qū) до 1986 – уезд Фаншань  | 814 367                            | 945 000                            | 1989,54    | 475                 |
| Район Тунчжоу (通州区: Tōngzhōu Qū) до 1997 – уезд Тунчжоу | 673 952                            | 1 306 000                          | 906,28     | 775                 |
| Район Шуни (顺义区: Shùnyì Qū) до 1998 – уезд Шуньи        | 636 479                            | 877 000                            | 1019,89    | 860                 |
| Район Чанпин (昌平区: Chāngpíng Qū) до 1999 – уезд Чанпин  | 614 821                            | 1 661 000                          | 1343,54    | 1236                |
| Район Дасин (大兴区: Dàxīng Qū) до 2001 – уезд Дасин       | 671 444                            | 1 365 000                          | 1036,32    | 1317                |
| Близки предградия общо:                                    | 3 677 654                          | 6 322 000                          | 7746,27    | 816                 |
| Район Пингу (平谷区: Pínggǔ Qū) до 2001 – уезд Пингу       | 396 002                            | 416 000                            | 950,13     | 438                 |
| Район Хуайжоу (怀柔区: Huáiróu Qū) до 2001 – уезд Хуайжоу  | 296 002                            | 373 000                            | 2122,62    | 176                 |
| Уезд Миюн (密云县: Mìyún Xiàn)                             | 420 019                            | 468 000                            | 2229,45    | 210                 |
| Уезд Янцин (延庆县: Yánqìng Xiàn)                          | 275 433                            | 317 000                            | 1993,75    | 159                 |
| Далечни предградия общо:                                   | 1 387 456                          | 1 574 000                          | 7295,95    | 216                 |

Населението на двата централни района на града за последните 10 години се е увеличило едва с 2 % (на 0,05 млн. души), близките предградия са нараснали с 50 % (на 3,17 млн. души), далечните предградия са нараснали със 72 % (на 2,64 млн. души), а крайните райони – с 13 % (0,19 млн. души).
16-те района и уезда на Пекин се делят на 273 административни единици от следващото, трето, ниво: 119 селища, 24 общини, 5 национални общини и 125 улични комитета.

## Икономика
Икономиката на Пекин се нарежда сред най-развитите и проспериращи в Китай. През 2013 г. номиналния брутен вътрешен продукт (БВП) общината е 195 трилиона юана (314 милиарда щатски долара), което е 3,43% от БВП на страната, и се класира на 13-о място сред административните единици от провинциално ниво. БВП на глава от населението от 93 213 юана (15 051 щатски долара) в номинална стойност и 21 948 международни долара в паритет на покупателната способност, е 2.2 пъти над средния за страната и се класира на второ място сред административните единици от провинциално ниво. Размерът на икономиката се е утроил в периода 2004 – 2012 г. и нараства с годишен темп от 7,7% през 2013 г.
Поради концентрацията на държавни предприятия в столицата на страната, през 2013 г. Пекин има повече централи на компании от Fortune Global 500, отколкото който и да е друг град в света. Градът се класира на 4-то място в света по брой на милиардери след Москва, Ню Йорк и Хонконг. През 2012 г. PricewaterhouseCoopers класира цялостното икономическо влияние на града на първо място в Китай.

### Сектори
Пекин има постиндустриална икономика, която е доминирана от третичния сектор (услугите), който генерира 76,9% от продукцията, следван от вторичния (производство, строителство) с 22,2% и първичния сектор (селско стопанство, минни добиви) с 0,8%. Секторът на услугите е широко диверсифициран с финансови услуги, търговия на едро и дребно, информационни технологии, търговски недвижими имоти, научни изследвания, както и услуги с жилищни недвижими имоти, всяка от които допринася за най-малко 6% от икономиката на града през 2013 г.
Най-големият отделен подсектор остава индустрията, чийто дял от общата продукция се е свил до 18,1% през 2013 г. Профилът на промишленото производство се променя значително след 2010 г., когато градът обявява, че 140 силнозамърсяващи предприятия, които изискват много енергийни и водни ресурси, ще бъдат преместени извън града през следващите пет години. Преместването на Capital Steel в съседната провинция Хъбей започва през 2005 г. През 2013 г. се е увеличило производството на автомобили, продукти за космическата индустрия, полупроводници, фармацевтични продукти и продукти на хранително-вкусовата промишленост.
В земеделските земи около Пекин житото е заместено като основна култура от зеленчуци и плодове. През 2013 г. общото количество зеленчуци, годни за консумация, ядивни гъби и плодове е над три пъти по-голямо от това на житото.

### Икономически зони
През 2006 г. управата на града обособява шест икономически зони около Пекин, които да служат като основни двигатели на растежа на местната икономика. През 2012 г. шестте зони генерират 43,3% от БВП на града, в сравнение с 36,5% през 2007 г. Шестте зони са:
1. Джунгуанчун в района Хайдиан северозападно от града, е място за технологичните компании. От второто тримесечие на 2014 г., от 9895 компании, регистрирани в една от шестте зони, 6150 са базирани в Джунгуанчун.[24]
2. Пекинската Финансова улица, в район Ксичън в западната част на града между Фуксимън и Фучънмън, е седалище на големи държавни банки и застрахователни компании. Водещите китайски финансови регулаторни институции, включително централната банка, банковия регулатор, регулатора на ценни книжа и др. са разположени в тази зона.
3. Пекинският централен бизнес район, който всъщност се намира на изток от центъра на града, в близост до посолствата покрай източната част на Трети околовръстен пръстен. Бизнес районът е мястото, където са разположени повечето от офис сградите небостъргачи на града. Повечето чуждестранни компании и професионални фирми за услуги в града са базирани в тази зона.
4. Ичжуан е индустриален парк около Пети околовръстен пръстен в район Дашин. Той привлича фармацевтични компании, компании за информационни технологии и инженерингови фирми.[25]
5. Икономическата зона на летище Пекин е създадена през 1993 г. и обхваща международното летище в район Шуню, северозападно от града. В допълнение към логистиката, самолетните услуги и търговските фирми, тази зона е и мястото на монтажните автомобилни заводи в Пекин.
6. Пекинският Олимпийски център е разположен на север от централните части на града и развива развлекателни услуги, спорт, туризъм и бизнес конгресни услуги.

Шиджиншан, в западните покрайнини на града, е традиционен център на тежката индустрия за производството на стомана. Химическите предприятия са съсредоточени в далечните предградия на изток.
В Пекин също така съществуват и по-малко законни дейности. Градът е известен като център на пиратски стоки – на пазарите из града може да се намери всичко от последните дизайнерски облекла до DVD дискове, често продавани на емигранти и чуждестранни посетители.

## Култура

### Забележителности
В града има 144 музея и галерии (към юни 2008 г.).

### Будистка религия и други религии
Религиозното наследство на Пекин е богато и разнообразно, тъй като китайската народна религия, даоизмът, будизмът, конфуцианството, ислямът и християнството имат значително историческо присъствие в града, в някои случаи като с Християнството, това е основно религия на гостите, посетителите на града. Като национална столица градът също е място на Държавната администрация по религиозните въпроси и различни подпомагани държавно институции на водещите религии.

### Говорим китайски език
Жителите на града Пекин говорят пекински диалект, който принадлежи към подгрупите на мандарин като говорим китайски. Този разговорен китайски е в основата на стандартният говорим език, използван в континентален Китай и Тайван. Селските райони на община Пекин имат свои собствени диалекти, подобни на тези на провинцията заобикаляща Пекин.

## Спорт
Пекин е домакин на множество международни и национални спортни събития, като най-забележителното досега е Летните олимпийски игри 2008. Следващо международно спортно събитие е, за което Пекин печели място през 2013, Зимните олимпийски игри в Бейджин 2022.

## Известни личности
Родени в Пекин
- Ай Уейуей (р. 1957), художник и общественик
- Джан Дзъи (р. 1979), актриса
- Клод Кокбърн (1904 – 1981), британски журналист
- Джет Ли (р. 1963), актьор
- Ху Дзя (р. 1973), общественик
- Си Дзинпин (р. 1953), президент на КНР (2013 -)

Починали в Пекин
- Фердинанд Вербийст (1623 – 1688), фламандски мисионер
- Дзян Цин (1914 – 1991), политик
- Дън Сяопин (1904 – 1997), политик
- Мао Дзъдун (1893 – 1976), политик
- Сакугава (1733 – 1815), японски каратист
- Сун Ятсен (1866 – 1925), политик
- Цао Сюецин (1724 – 1763), писател
- Цъси (1835 – 1908), императрица
- Шунджъ (1638 – 1661), император

Други
- Лу Сюн (1881 – 1936), писател, живее в града през 1918 – 1926
- Масатоши Накаяма (1913 – 1987), японски каратист, живее в града през 1937 – 1946
- Сен-Джон Перс (1887 – 1975), френски поет, работи във френското посолство през 1916 – 1921

## Побратимени градове
Пекин поддържа много партньорски отношения и побратимени градове с международно местоположение.
(Бел.: някои места са области или регионални единици, но не и градове. Пекин за себе си технически не е град, по същество е китайска градска община)
- Адис Абеба, Етиопия (17 април 2006)
- Алжир, Алжир (11 септември 1989)
- Аман, Йордания (1990)
- Амстердам, Холандия (29 октомври 1994)
- Анкара, Турция (20 юни 1990)
- Астана, Казахстан (16 ноември 2006)
- Атина, Гърция
- Бангкок, Тайланд (26 май 1993)
- Белград, Сърбия (14 октомври 1980)
- Берлин, Германия (5 април 1994)
- Брюксел, Белгия (22 септември 1994)
- Будапеща, Унгария (16 юни 2005)
- Буенос Айрес, Аржентина (13 юли 1993)
- Букурещ, Румъния (21 юни 2005)
- Вашингтон, САЩ (15 май 1984)
- Гаутенг, РЮА (6 декември 1998)
- Джакарта, Индонезия (4 август 1992)
- Ил дьо Франс, Франция (2 юли 1987)
- Исламабад, Пакистан (8 ноември 1992)
- Кайро, Египет (28 ноември 1990)
- Канбера, Австралия (14 март 1979)
- Киев, Украйна (13 декември 1993)
- Кьолн, Германия (14 септември 1987)
- Лилонгве, Малави (15 януари 2008)
- Лима, Перу (21 ноември 1983)
- Лисабон, Португалия (22 октомври 2007)
- Лондон, Великобритания (10 април 2006)
- Мадрид, Испания (16 септември 1985)
- Манила, Филипини (14 ноември 2005)
- Москва, Русия (16 май 1995)
- Ню Йорк, САЩ (25 февруари 1980)
- Париж, Франция (23 октомври 1997)
- Рим, Италия (28 май 1998)
- Рио Де Жанейро, Бразилия (24 ноември 1986)
- Сантяго де Чиле, Чили (7 август 2007)
- Сеул, Южна Корея (23 октомври 1993)
- Тел Авив, Израел (21 ноември 2006)
- Токио, Япония (14 март 1979)
- Уелингтън, Нова Зеландия (10 май 2006)
- Хавана, Куба (4 септември 2005)
- Ханой, Виетнам (6 октомври 1994)
- Хелзинки, Финландия (14 юли 2006)[28]

## Цитирани източници
- Baxter, Wm. H. et al. Baxter–Sagart Old Chinese Reconstruction (PDF) //  crlao.ehess.fr.   crlao.ehess.fr, 2011.  Архивиран от оригинала на 2012-04-25. Посетен на 11 октомври 2011. (на английски)
- The Climate of Beijing //   Chinats.com.  Архивиран от оригинала на 2011-01-24. Посетен на 2010-04-07. (на английски)
- Coblin, W. South. A Brief History of Mandarin //  Journal of the American Oriental Society 120 (4).   2000. p. 537 – 552. (на английски)
- Harris, Lane. A 'Lasting Boon to All': A Note on the Postal Romanization of Place Names, 1896 – 1949 //  Twentieth Century China 34 (1).   2008. DOI:10.1353/tcc.0.0007. p. 96 – 109. (на английски)
- Hucker, Charles O. Governmental Organization of The Ming Dynasty //  Harvard Journal of Asiatic Studies 21.   Dec. 1958. p. 5 – 6.  Архивиран от оригинала на 2022-03-27. (на английски)
- Beijing //   People's Daily, 2001.  Архивиран от оригинала на 2004-08-25. Посетен на 22 юни 2008. (на английски)

|  | Тази страница частично или изцяло представлява превод на страницата Beijing в Уикипедия на английски. Оригиналният текст, както и този превод, са защитени от Лиценза „Криейтив Комънс – Признание – Споделяне на споделеното“, а за съдържание, създадено преди юни 2009 година – от Лиценза за свободна документация на ГНУ. Прегледайте историята на редакциите на оригиналната страница, както и на преводната страница, за да видите списъка на съавторите. ВАЖНО: Този шаблон се отнася единствено до авторските права върху съдържанието на статията. Добавянето му не отменя изискването да се посочват конкретни източници на твърденията, които да бъдат благонадеждни. |